# Elverson Road (Docklands Light Railway)
Elverson Road è una stazione della metropolitana leggera Docklands Light Railway (DLR) della diramazione Bank-Lewisham a St John's nel sud-est di Londra e situata nel distretto residenziale. Aperta nel 1999 come parte dell'estensione della linea a Lewisham, è una delle più nuove stazioni della DLR situata tra Lewisham e Deptford Bridge.